# الساندرو چیکری
الساندرو چیکری (انگلیسی: Alessandro Ciceri; ۱۰ فوریهٔ ۱۹۳۲ – ۱۹۹۰ (۵۷−۵۸ سال)) تیرانداز اهل ایتالیا بود.
وی در مسابقات کشوری و بین‌المللی در مجموع برندهٔ ۱ مدال برنز شده‌است.